# 马科斯·里瓦斯
马科斯·里瓦斯（西班牙語：Marcos Rivas，1947年11月25日—2024年4月19日），墨西哥男子足球运动员，司职中场。他曾代表墨西哥国家队参加1970年国际足联世界杯，结果队伍止步八强赛。